# Vasil Evstatiev Aprilov
Vasil Evstatiev Aprilov (Gabrovo, 21 luglio 1789 – Galați, 2 ottobre 1847) è stato uno scrittore e patriota bulgaro.
Scrittore e patriota bulgaro. Fu uno dei principali esponenti del risveglio bulgaro. L'opera più importante è Misli za segašnoto bălgarsko učenie (Pensieri sull'attuale insegnamento bulgaro, 1846).